# Економска школа Крагујевац
Економска школа Крагујевац једна је од средњих школа у Крагујевцу. Налази се у улици Радоја Домановића 6.

## Историјат
Државна трговачка академија у Крагујевцу је почела са радом 12. октобра 1943. Уредбом о отварању државне трговачке академије објављеном у „Службеним новинама”. Просторије школе су се налазиле у изнајмљеној згради Кафане „Златибор” у ондашњој Кнез Михајловој улици број 40, у насељу Палилула. Променили су назив у Економска средња школа 1949—1950, Школски центар за економско и стручно образовање „Борис Кидрич” 1970—1971. и Економска школа крајем 80-тих под којим и данас раде. Циљеви су им да ученицима понуде и омогуће наставу са модерним аудио визуелним средствима, богаћење наставног плана и програма у складу са потребама времена и ученика, омогућавање несметаног и брзог протока информација, стручно усавршавање наставничког кадра и подизање компетенција школе на виши ниво. Садрже образовне профиле Економски техничар, Финансијски администратор, Комерцијалиста, Службеник у банкарству и осигурању и Правно–пословни техничар.